# Цареградский, Сергей Николаевич
Сергей Николаевич Цареградский (29 января 1962, Семипалатинск) — советский и казахстанский футболист, защитник, полузащитник. Арбитр международной категории, инспектор. Мастер спорта СССР (1991).
Участвовал в соревнованиях на приз клуба «Кожаный мяч». В ДЮСШ-4 Семипалатинска тренировался у Виталия Шевелёва. С 17 лет — в семипалатинском «Спартаке», где провёл всю карьеру. В 1979—1993 годах во второй (1980—1989), второй низшей (1990—1991) лигах СССР и чемпионате Казахстана (1992—1993) сыграл более трёхсот матчей, забил 18 голов.
Обладатель Кубка Казахской ССР (1983).
С 1994 года — футбольный судья. Ассистент рефери ФИФА (1995), рефери ФИФА (1999).
В 2002 году признан лучшим арбитром Казахстана, обслуживал финальный матч Кубка Казахстана «Иртыш» — «Женис» (0:1).
В июне 2003 году первым из казахстанских судей работал на матче еврокубка — «Унион» (Люксембург) — «Сутьеска» (Сербия и Черногория), Кубок Интертото 2003.
Завершил карьеру в 2008 году из-за травмы ахиллова сухожилия. С 2009 года — инспектор матчей чемпионата и Кубка Казахстана.